# Gianni Belleno
Gianni Belleno (Genova, 17 febbraio 1949) è un batterista e cantante italiano, noto per essere stato il batterista storico del gruppo musicale rock progressivo New Trolls.
Dal 2012 è il frontman degli UT New Trolls, da lui fondati insieme a Maurizio Salvi, nucleo successivamente divenuto Of New Trolls con il coinvolgimento di Nico Di Palo.

## Biografia
Esordisce nel mondo della musica come batterista dei Jets, che lascia nel 1967 per unirsi ai New Trolls.
Rimane il batterista e cantante dei New Trolls dal 1967 al 1991. Durante il primo scioglimento della band entra a far parte dei Tritons, che lascia nel 1974, anno in cui incide per la Magma di Vittorio De Scalzi l'album solista Twist and Shout with Satisfaction, sotto lo pseudonimo Johnny; a tale disco contribuiscono anche Ricky Belloni e Giorgio Usai. Nel 1975 è tra i musicisti del primo tour di Fabrizio De André.
Nel 1976 si riunisce agli storici componenti dei New Trolls (De Scalzi, Nico Di Palo, Giorgio D'Adamo e Belloni), nel quale rimane fino alla tournée con Anna Oxa del 1989, di cui diventa compagno a da cui avrà due figli. Nel 1997 viene chiamato, insieme a Di Palo, da Belloni per la formazione de I Grandi New Trolls, successivamente divenuti Il Mito New Trolls.
Nel 2009 lascia Il Mito New Trolls ed entra ne La Leggenda New Trolls, riunendosi pertanto a De Scalzi, Di Palo e D'Adamo e ricostituendo il nucleo originario dei New Trolls. Nello stesso anno il musicista si dedica anche alla musica cristiana, incidendo l'anno successivo l'album Canzoni per il cielo, cantato dal figlio Mamo e da Armanda De Scalzi, figlia di Vittorio.
Nel 2011 Gianni Belleno e Maurizio Salvi fondano gli UT New Trolls, incidendo gli album Live in Milano, Do ut des (pubblicato a febbraio 2013) e É (pubblicato a novembre 2015). Nel 2018 Belleno cambia il nome della formazione in Of New Trolls.

## Discografia

### Da solista
- 1974 – Twist and Shout with Satisfaction (pubblicato come Johnny)

### Con i New Trolls
- 1968 – Senza orario senza bandiera
- 1971 – Concerto grosso per i New Trolls
- 1972 – Searching for a Land
- 1972 – UT
- 1976 – Concerto grosso n. 2
- 1976 – Live (live)
- 1978 – Aldebaran
- 1979 – New Trolls
- 1981 – FS
- 1985 – Tour (live)
- 1983 – America O.K.
- 1988 – Amici

### Con gli Ibis
- 1973 – Canti d'innocenza canti d'esperienza

### Con gli UT New Trolls
- 2012 – Live in Milano (live)
- 2013 – Do ut des
- 2015 – É
- 2016 – É in concerto (live)
- 2018 – Live 50.0 (live)